# العلاقات البوروندية الأيرلندية
العلاقات البوروندية الأيرلندية هي العلاقات الثنائية التي تجمع بين بوروندي وجمهورية أيرلندا.

## مقارنة بين البلدين
هذه مقارنة عامة ومرجعية للدولتين:
| وجه المقارنة                                              | بوروندي                                    | جمهورية أيرلندا                                       |
| --------------------------------------------------------- | ------------------------------------------ | ----------------------------------------------------- |
| المساحة (كم2)                                             | 27.83 ألف                                  | 70.27 ألف                                             |
| عدد السكان (نسمة)                                         | 10.86 مليون                                | 4.76 مليون                                            |
| الكثافة السكانية (ن./كم²)                                 | 390.23                                     | 67.74                                                 |
| العاصمة                                                   | بوجومبورا، جيتيغا                          | دبلن                                                  |
| اللغة الرسمية                                             | اللغة الكيروندية، لغة فرنسية، لغة إنجليزية | اللغة الأيرلندية، لغة إنجليزية، الإنجليزية الأيرلندية |
| العملة                                                    | فرنك بوروندي                               | جنيه أيرلندي، يورو، عملات اليورو الأيرلندية           |
| الناتج المحلي الإجمالي (بليون دولار)                      | 3.48 مليار                                 | 333.73 مليار                                          |
| الناتج المحلي الإجمالي (تعادل القوة الشرائية) بليون دولار | 8.13 مليار                                 | 318.16 مليار                                          |
| الناتج المحلي الإجمالي الاسمي للفرد دولار أمريكي          | 277                                        | 61.13 ألف                                             |
| الناتج المحلي الإجمالي للفرد دولار أمريكي                 | 77                                         |                                                       |
| مؤشر التنمية البشرية                                      | 0.400                                      | 0.916                                                 |
| رمز المكالمات الدولي                                      | +257                                       | +353                                                  |
| رمز الإنترنت                                              | .bi                                        | .ie                                                   |
| المنطقة الزمنية                                           | ت ع م+02:00                                | 00، ت ع م+01:00، أوروبا/دبلن ‏                         |

## منظمات دولية مشتركة
يشترك البلدان في عضوية مجموعة من المنظمات الدولية، منها:
| علم المنظمة | اسم المنظمة                               | تاريخ انضمام بوروندي | تاريخ انضمام جمهورية أيرلندا |
| ----------- | ----------------------------------------- | -------------------- | ---------------------------- |
|             | مؤسسة التنمية الدولية                     | 28 سبتمبر 1963       | 22 ديسمبر 1960               |
|             | يونسكو                                    | 16 نوفمبر 1962       | 3 أكتوبر 1961                |
|             | وكالة ضمان الاستثمار متعدد الأطراف        | 10 مارس 1998         | 27 أكتوبر 1989               |
|             | الأمم المتحدة                             | 18 سبتمبر 1962       | 14 ديسمبر 1955               |
|             | الاتحاد البريدي العالمي                   | ?                    | ?                            |
|             | البنك الدولي للإنشاء والتعمير             | 28 سبتمبر 1963       | 8 أغسطس 1957                 |
|             | الاتحاد الدولي للاتصالات                  | 16 فبراير 1963       | 8 ديسمبر 1923                |
|             | منظمة حظر الأسلحة الكيميائية              | ?                    | ?                            |
|             | مؤسسة التمويل الدولية                     | 28 نوفمبر 1979       | 11 سبتمبر 1958               |
|             | المركز الدولي لتسوية المنازعات الاستشارية | 5 ديسمبر 1969        | 7 مايو 1981                  |
|             | منظمة التجارة العالمية                    | 23 يوليو 1995        | ?                            |
|             | منظمة الشرطة الجنائية الدولية             | ?                    | ?                            |

## وصلات خارجية
- موقع وزارة الخارجية الأيرلندية